# Paragamergomorphus barnardi
Paragamergomorphus barnardi är en insektsart som beskrevs av Synave 1956. Paragamergomorphus barnardi ingår i släktet Paragamergomorphus och familjen sköldstritar. Inga underarter finns listade i Catalogue of Life.